# Mountain Club of Malawi
Der Mountain Club of Malawi (deutsch: Malawischer Bergverein) ist ein alpiner Verein in Malawi. Sein Zielpublikum sind neben den Einwohnern von Malawi auch die Mitglieder von Bergsportvereinigungen anderer Länder. 
Der Mountain Club of Malawi wurde im Dezember 1952 als Mlanje Mountain Club von einer Gruppe von Expatriaten gegründet, die regelmäßig im Mulanje kletterten. Treibende Kraft und erster Vorsitzender war Pat Hall, seit den 1930er-Jahren im Mulanje unterwegs, weitere Gründungsmitglieder waren Moira Bird sowie John und Anne Killick. In den 1970er Jahren wurde der Verein als Mulanje Mountain Club bekannt und benannte sich 1980 in The Mountain Club of Malawi um. Die Mitglieder des Vereins sind nach wie vor überwiegend Expatriate, die Zahl der malawischen Mitglieder wächst allerdings.
Der Verein beteiligt sich an der Erhaltung der Hütten im Mulanje gemeinsam mit der Forstverwaltung und dem Mulanje Mountain Conservation Trust.